# Zastava M80
Zastava M80 cùng M80A là loại súng trường xung kích do Zastava Arms chế tạo tại Nam Tư. Mẫu M80 có báng súng bằng gỗ còn M80A có bắng súng gấp bằng kim loại.
Cả hai khẩu này đều là sao chép khẩu AKM của Nga. Chúng thậm chí còn sử dụng các hộp đạn cũng như các bộ phận chính giống nhau nhưng có sức mạnh cao hơn và nhẹ hơn khẩu AK-47 một tí. Loại súng này có thể bắn với chế độ bán tự động và tự động.
M80 có thể sử dụng loại đạn 5.56x45mm NATO.